# Augenidol

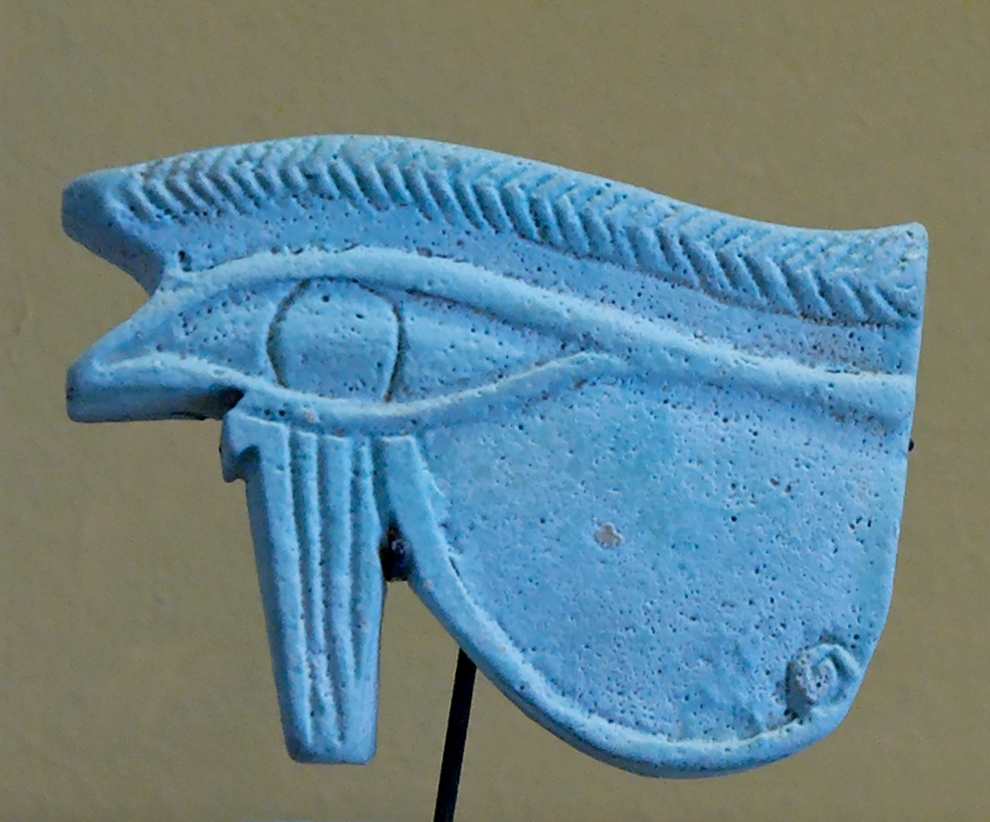
Horusauge, Altes Ägypten

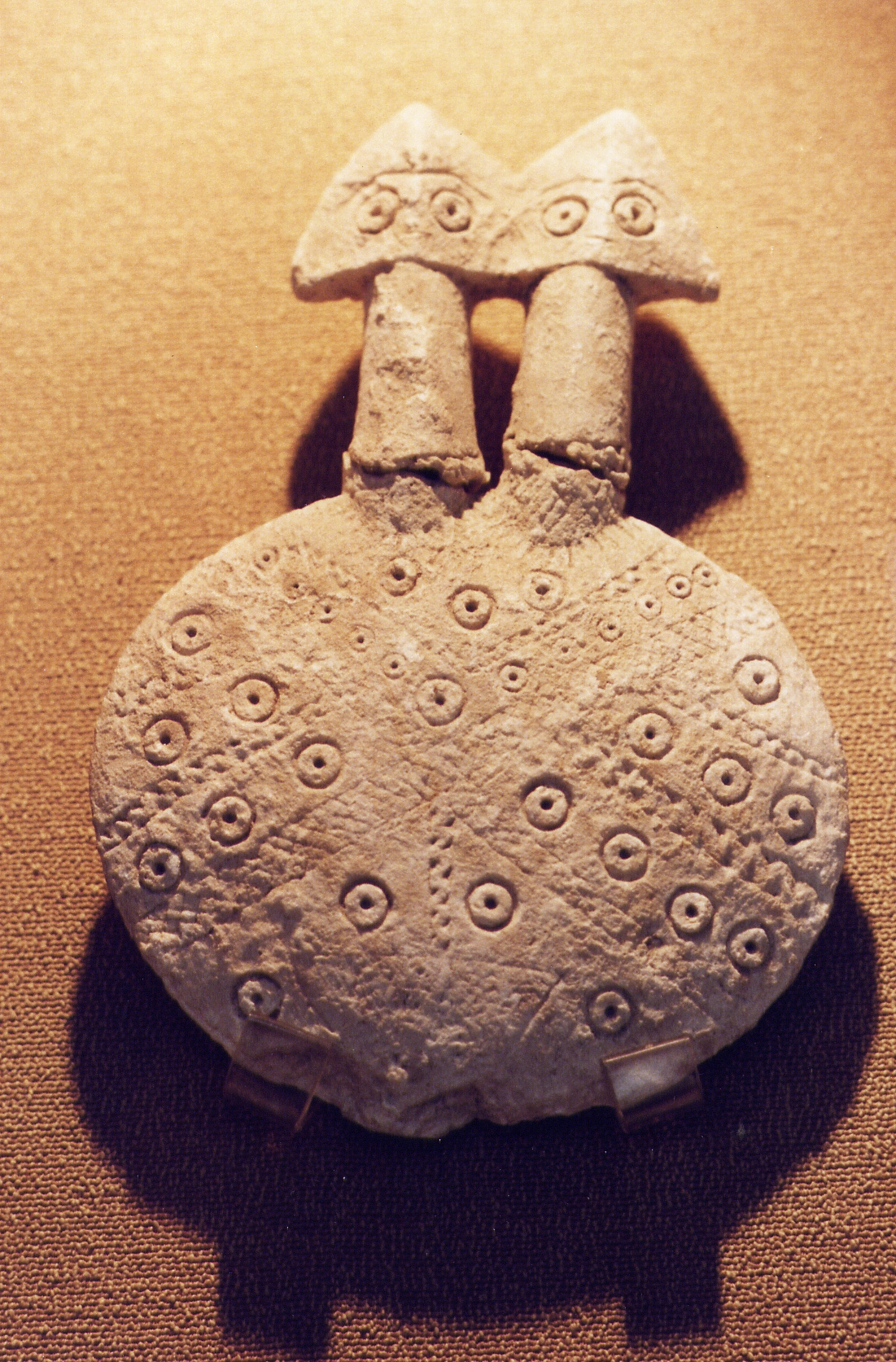
Idol aus Kaneš (Kültepe)

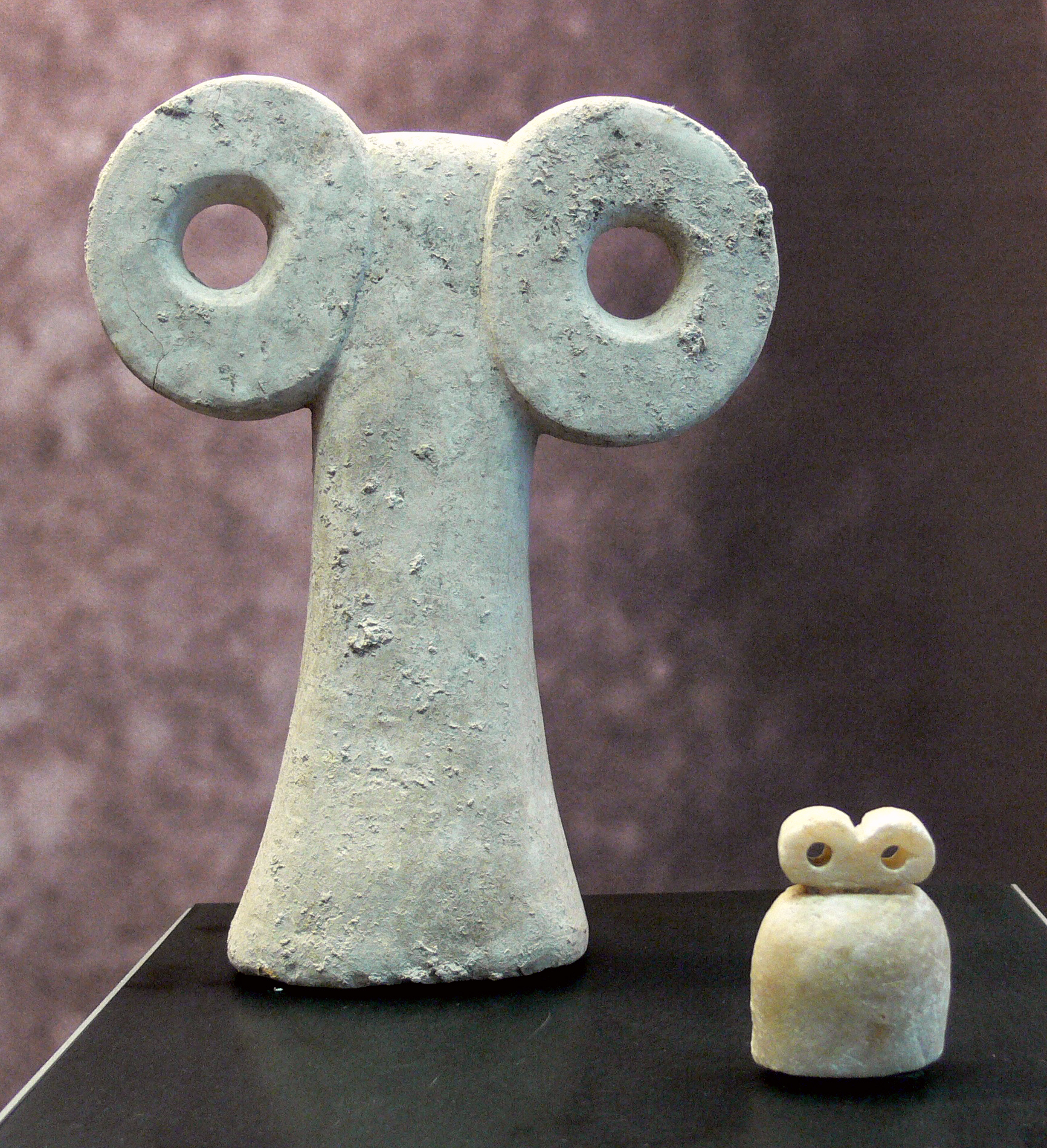
Augenidole aus Syrien

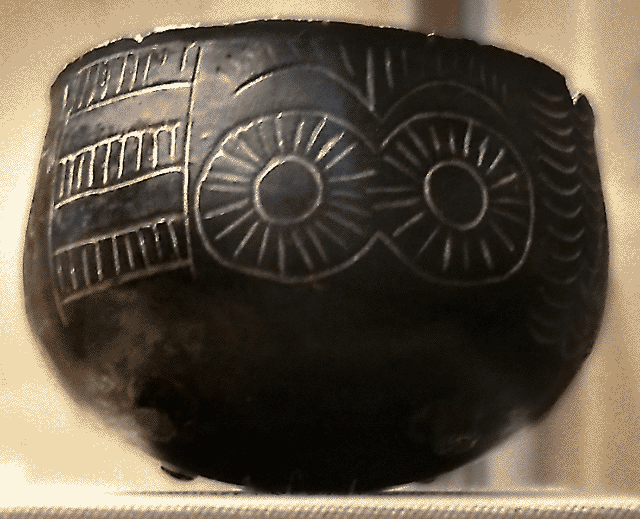
Augenmotiv, Spanien

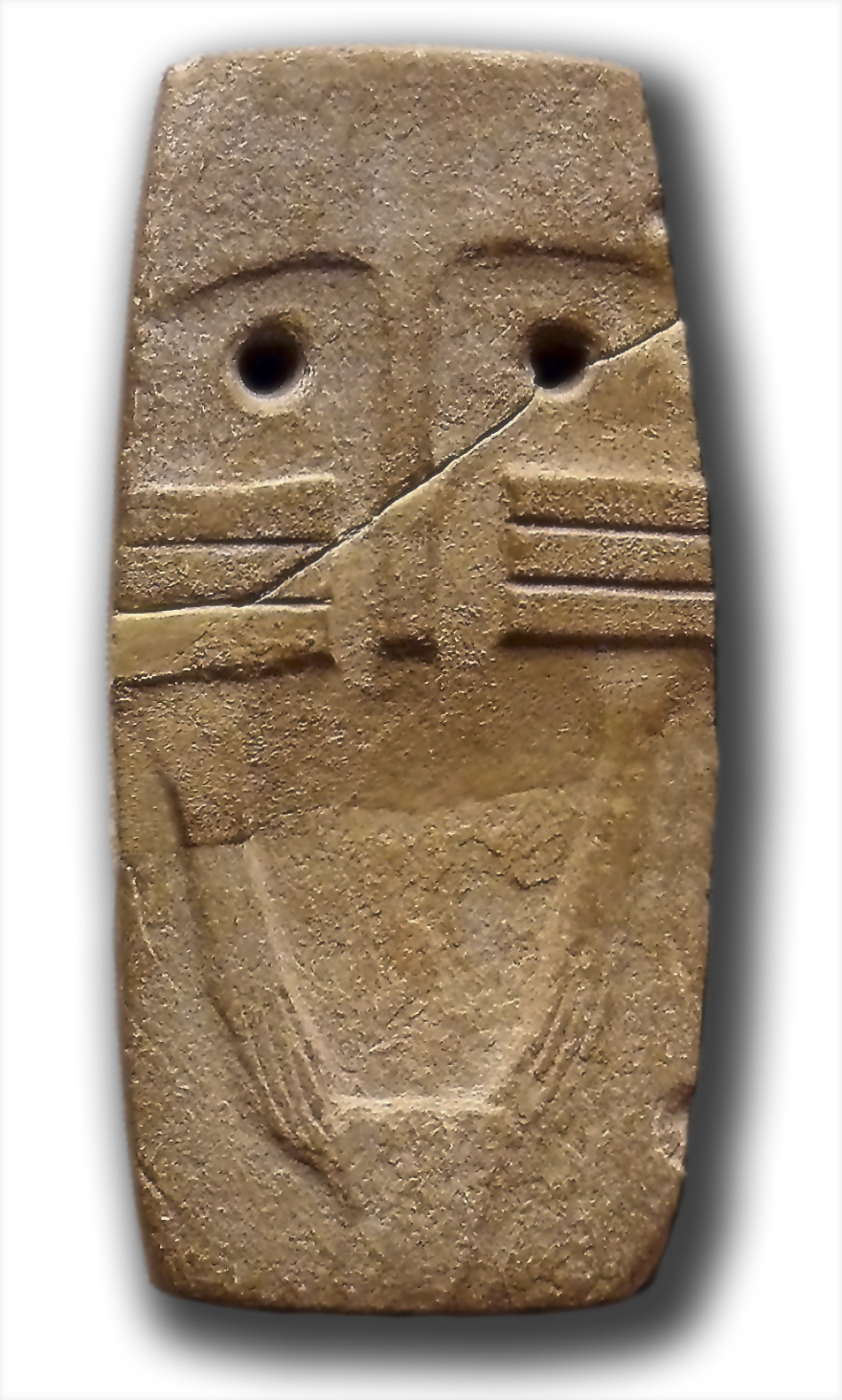
Garrovillas de Alconétar-Idolo (Spanien)

Augenidole spielen bei einigen vorgeschichtlichen archäologischen Kulturen der Alten und Neuen Welt eine Rolle. Sie hatten Amulettcharakter und sollten vielleicht (als apotropäischer Zauber) Böses abwenden. Gesichtsandeutungen auf Keramiken sind geographisch und chronologisch verbreitet (Hotnica bei Veliko Tȃrnovo, Bulgarien). Keramik mit Augendarstellungen wurde in oder an steinzeitlichen Hünengräbern in Nordeuropa gefunden. Zwei Augen mit betonten Augenbrauen und ggf. die Nase bilden die Verzierung. In Dänemark gehören die Töpfe mit der unter anderem im Måneshøj gefundenen Verzierung zum so genannten Bundsø-Stil, der um 3000 v. Chr. erschien. Der Brauch erreichte seinen Höhepunkt etwa 3300–3200 v. Chr. und setzte dann aus. Das Motiv findet sich in anderen Teilen Europas mit (Iberische Halbinsel) oder ohne Zusammenhang mit Megalithanlagen.

## Ägypten
Im alten Ägypten schrieb man dem Udjat-Auge des Gottes Horus, einer Hieroglyphe, Heilkraft zu. Das Horusauge ist das von Thot geheilte, linke Auge („Mondauge“) des Horus. Als Amulett diente es als Schutz gegen den „bösen Blick“, außerdem sollte es Kraft und Fruchtbarkeit bringen. Im Neuen Reich wurden die Särge damit dekoriert („magische Augen“).

## Mesopotamien
In Syrien fand man im Augentempel von Tell Brak (aus der Dschemdet-Nasr-Zeit um 2800 v. Chr.) flache, hochgradig abstrakte schwarzweiße Figurinen aus Alabaster, bei denen der Körper zumeist nur aus einer Platte und das Gesicht nur aus den Augen mit angedeuteten Brauen und Stirnfalten bestand. In einem Fall waren in die Körperplatte reliefartig zwei Kinder eingeritzt, ein anderes Idol weist zwei Köpfe übereinander auf. Bisweilen sind zwei oder drei Figuren miteinander vereinigt. Die meisten haben ein Augenpaar, doch gibt es welche mit zweien. Manche tragen Kronen, manche sind eindeutig als Gottheiten ausgewiesen. In Ur, Mari und Lagasch wurden Augenidole aus Terrakotta gefunden. Da ihre Augen die Form offener Schlaufen haben, bezeichnet man sie als Brillenidole. Einige dieser Idole stammen aus der späten Uruk-Zeit (3300–3000 v. Chr.) und werden vor allem im nördlichen Mesopotamien und Syrien gefunden. Sie wurden zunächst als Votivgaben angesehen, wurden aber in der Spinnerei verwendet.

## Spanien
Im spanischen Los Millares, einem Fundort aus dem 3. Jahrtausend v. Chr., fanden sich stilisierte Idole aus Stein, Knochen oder gebranntem Ton (Terrakotta), deren Gesichtsdarstellung auf große runde Augen (Eulenaugen) reduziert ist. Auch die Keramik aus Los Millares, die man wegen ihres Dekors als Symbolkeramik bezeichnet, weist so genannte Okulus-Motive (Augendarstellungen) auf.

## Griechenland, Türkei, Zypern
Augendarstellungen auf griechischer Keramik könnten darauf zurückzuführen sein, dass man die Keramik anthropomorphisierte (vermenschlichte).
Nicht viel jünger sind flache Alabasteridole aus Kültepe (um 1950–1800 v. Chr.), bei denen aus einer Körperscheibe bis zu drei Hälse wachsen, die stark schematisierte Köpfe mit praktisch nur aus den Augen bestehenden Gesichtern tragen. Auf der Körperscheibe sind Kinder abgebildet. Im Übrigen tragen die Körper Ringe mit einem Punkt im Zentrum. In derselben Art sind auch die Augen dargestellt.
Von Zypern stammen aus der Zeit um 2000–1900 v. Chr. die sogenannten Brettidole. Sie bestehen aus Terrakotta und treten auch als Zwillingsidole auf. Auch hier beschränkt sich die Gestaltung der Gesichter auf die Wiedergabe beziehungsweise Andeutung weniger Züge (darunter großer Augen aus konzentrischen Kreisen).

## Amerika
Typisch für die Mississippi-Kultur sind Menschenkopf- und Gesichtsdarstellungen, die tränende oder von gabel- oder flügelartigen Motiven (Gesichtsbemalung, Tätowierung) umgebene Augen zeigen. Derartige Darstellungen können einen hohen Grad an Abstraktion erreichen. Als weinendes Auge, Gabel- oder Flügelauge bezeichnete Motive können sich sogar verselbständigen. Diese Augenidole werden als Regensymbol gedeutet.